# Campionati europei di short track 2012
I Campionati europei di short track 2012 sono stati la 16ª edizione della competizione organizzata dall'International Skating Union. Si sono svolti dal 27 al 29 gennaio 2012 a Mladá Boleslav, in Repubblica Ceca.

## Podi

### Uomini
| Evento              | Oro                                                                         | Tempo    | Argento                                                                        | Tempo    | Bronzo                                                             | Tempo    |
| 500 m               | Vladimir Grigor'ev                                                          | 41"789   | Jack Whelbourne                                                                | 42"828   | Jon Eley                                                           | 42"970   |
| 1000 m              | Sjinkie Knegt Thibaut Fauconnet                                             | 1'28"472 | Evgenij Kozulin                                                                | 1'28"751 | Paul Herrmann                                                      | 1'29"088 |
| 1500 m              | Sjinkie Knegt                                                               | 2'15"303 | Semën Elistratov                                                               | 2'15"428 | Niels Kerstholt                                                    | 2'15"578 |
| 3000 m              | Niels Kerstholt                                                             | 4'42"417 | Semën Elistratov                                                               | 4'47"811 | Sjinkie Knegt Thibaut Fauconnet                                    | 4'53"149 |
| Staffetta 5000 m    | Paesi Bassi Niels Kerstholt Daan Breeuwsma Freek van der Wart Sjinkie Knegt | 6'46"675 | Russia Vjačeslav Kurginjan Evgenij Kozulin Semën Elistratov Vladimir Grigor'ev | 6'47"846 | Germania Robert Seifert Paul Herrmann Torsten Kröger Robert Becker | 6'55"952 |
| Classifica generale | Sjinkie Knegt                                                               | 63 pt.   | Niels Kerstholt                                                                | 47 pt.   | Semën Elistratov Thibaut Fauconnet                                 | 42 pt.   |

### Donne
| Evento              | Oro                                                                             | Tempo    | Argento                                                                   | Tempo    | Bronzo                                                                | Tempo    |
| 500 m               | Arianna Fontana                                                                 | 43"725   | Martina Valcepina                                                         | 43"801   | Andrea Keszler                                                        | 1'01"011 |
| 1000 m              | Jorien ter Mors                                                                 | 1'30"544 | Bernadett Heidum                                                          | 1'30"646 | Véronique Pierron                                                     | 1'30"708 |
| 1500 m              | Arianna Fontana                                                                 | 2'28"082 | Jorien ter Mors                                                           | 2'28"576 | Martina Valcepina                                                     | 2'28"812 |
| 3000 m              | Arianna Fontana                                                                 | 5'14"367 | Jorien ter Mors                                                           | 5'14"379 | Ol'ga Beljakova                                                       | 5'14"989 |
| Staffetta 3000 m    | Paesi Bassi Jorien ter Mors Annita van Doorn Sanne van Kerkhof Yara van Kerkhof | 4'15"392 | Italia Arianna Fontana Cecilia Maffei Martina Valcepina Arianna Valcepina | 4'15"406 | Ungheria Szandra Lajtos Bernadett Heidum Andrea Keszler Patricia Tóth | 4'16"687 |
| Classifica generale | Arianna Fontana                                                                 | 107 pt.  | Jorien ter Mors                                                           | 76 pt.   | Martina Valcepina                                                     | 43 pt.   |

## Medagliere
| Pos.   | Paese         | Oro | Argento | Bronzo | Totale |
| ------ | ------------- | --- | ------- | ------ | ------ |
| 1      | Paesi Bassi   | 7   | 4       | 2      | 13     |
| 2      | Italia        | 4   | 2       | 2      | 8      |
| 3      | Russia        | 1   | 4       | 2      | 7      |
| 4      | Ungheria      | 0   | 1       | 2      | 3      |
| 5      | Gran Bretagna | 0   | 1       | 1      | 2      |
| 6      | Germania      | 0   | 0       | 2      | 2      |
| 7      | Francia       | 0   | 0       | 1      | 4      |
| Totale | Totale        | 12  | 12      | 12     | 36     |